# 1,4-Difluorbutan
1,4-Difluorbutan ist eine chemische Verbindung aus der Gruppe der aliphatischen, gesättigten Halogenkohlenwasserstoffe.

## Gewinnung und Darstellung
1,4-Difluorbutan kann durch Reaktion von 1,4-Butandioldi-p-toluolsulfonat oder 1,4-Dichlorbutan mit Kaliumfluorid in Ethylenglycol gewonnen werden.

## Eigenschaften
1,4-Difluorbutan ist eine farblose Flüssigkeit.